# فرانشيسكا ماري سميث
فرانشيسكا ماري سميث (بالإنجليزية: Francesca Marie Smith)‏ هي ممثلة أمريكية، ولدت في 26 مارس 1985 في الولايات المتحدة.

## وصلات خارجية
- فرانشيسكا ماري سميث على موقع IMDb (الإنجليزية)
- فرانشيسكا ماري سميث على موقع قاعدة بيانات الفيلم (الإنجليزية)
- فرانشيسكا ماري سميث على موقع كينوبويسك (الروسية)